# 马赛布朗卡尔德站
马赛布朗卡尔德站是法国的一个铁路车站，位于法国城市马赛。

## 位置
马赛布朗卡尔德站位于马赛市区的东部。车站大致为西北-东南走向，开口朝西，呈三角形。从正门处前往车站站台需先穿过已废弃的马赛港口铁路。

## 概况
马赛布朗卡尔德站为马赛市区的一个小型客运车站，距离马赛圣夏勒站以东大约3公里。马赛布朗卡尔德站仅停靠前往土伦方向的TER列车，以及少量跨线车。2015年12月起，巴黎—尼斯夜班车也停靠马赛布朗卡尔德站，但该线路计划于2017年中旬起停运。

## 停靠线路
以下列车线路在马赛布朗卡尔德站停靠：
| 马赛布朗卡尔德站列车线路表 |              |                   |                    |                   |
| 线路                       | 车种         | 上一站            | 下一站             | 大致运行频率      |
| 马赛—土伦/伊埃尔           | 法国大区列车 | 马赛              | 欧巴涅/卡西/拉休达 | 每天15趟左右      |
| 莱扎克→马赛                | 法国大区列车 | 拉休达            | 马赛圣夏勒         | 每天1~2趟（单向） |
| 马赛—欧巴涅                | 法国大区列车 | 马赛圣夏勒        | 苹果               | 每天13趟左右      |
| 阿维尼翁/米拉马斯—土伦     | 法国大区列车 | 巴德朗谢/莱斯塔克 | 欧巴涅             | 每天1~2趟         |
| 1.                         |              |                   |                    |                   |

## 配套交通

### 城际客运
马赛布朗卡尔德站对应的大巴车上下车地点位于车站前方的空地上。当某条铁路线施工或罢工时，SNCF会提供途径该线路沿途站点的大巴车。

### 市内交通
马赛布朗卡尔德站对应的公交车站名称为“La Blancarde”，停靠该站的公交线路包括：
- 马赛地铁1号线（M1）
- 马赛有轨电车1号线（T1）
- 马赛有轨电车2号线（T2）
- 马赛公交67路[4]

## 临近车站
| 马赛布朗卡尔德站（Gare de Marseille-Blancarde）                        |                      |            |
| 上行车站                                                               | 线路                 | 下行车站   |
| 皮孔-布瑟林站↖ 圣路易莱埃加拉德站↙←（联络线）↖ 马赛圣夏勒站←（正线）↙← | 马赛－文蒂米利亚铁路 | 苹果站     |
| （起点）                                                               | 马赛港口铁路         | （已关闭） |
| - 本表仅显示运营中的线路及车站                                         |                      |            |